# Blackpink 2018 Tour 'In Your Area' Seoul
Blackpink 2018 Tour 'In Your Area' Seoul è il secondo album dal vivo del girl group sudcoreano Blackpink, pubblicato il 30 agosto 2019 dalle etichette YG Entertainment e Interscope Records.

## Descrizione e pubblicazione
Il gruppo ha intrapreso il Blackpink 2019 World Tour in Your Area da novembre 2018 a
febbraio 2020 per promuovere i loro album Square Up (2018), Kill This Love (2019) e l'album in versione giapponese di quest'ultimo. L'8 agosto viene pubblicata la versione fisica dell'album. L'album è stato pubblicato in digitale e sulle piattaforme di streaming il 30 agosto 2019, composto da 14 tracce. L'album contiene le canzoni eseguite dal gruppo durante le prime due tappe del 10 e 11 novembre 2018 a Seul, tenutesi alla Olympic Gymnastics Arena. L'album contiene: 2DVD, un photobook di 184 pagine, un set di 30 postcard, 6 set di sticker, 2 calamite, 8 photocard, un post-it con 70 foglietti di carta e un poster a doppio lato.

## Tracce
1. Ddu-Du Ddu-Du – 3:30
2. Forever Young – 4:17
3. Stay (Remix) – 3:42
4. Whistle – 3:38
5. Rosé – You & I/Only Look at Me – 3:10
6. Jennie – Solo – 3:02
7. Really (Versione reagge) – 3:30
8. See U Later – 5:03
9. Playing with Fire – 3:19
10. Boombayah – 4:07
11. As If It's Your Last – 3:44
12. Whistle (Remix) – 3:14
13. Ddu-Du Ddu-Du (Remix) – 3:27
14. Stay – 4:21